# 東洋の魔女

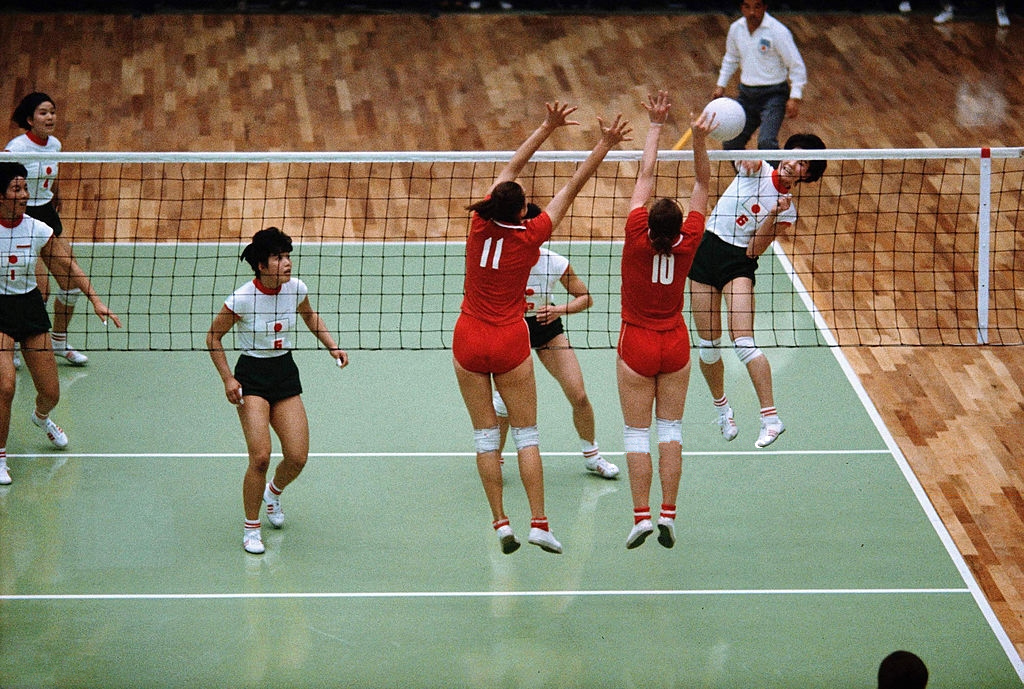
ソビエトチームにスパイクを放つ磯辺サタ（Sata Isobe spiking ball against Soviet Union National Team, 1964 Tokyo Olympics Women's Volleyball）

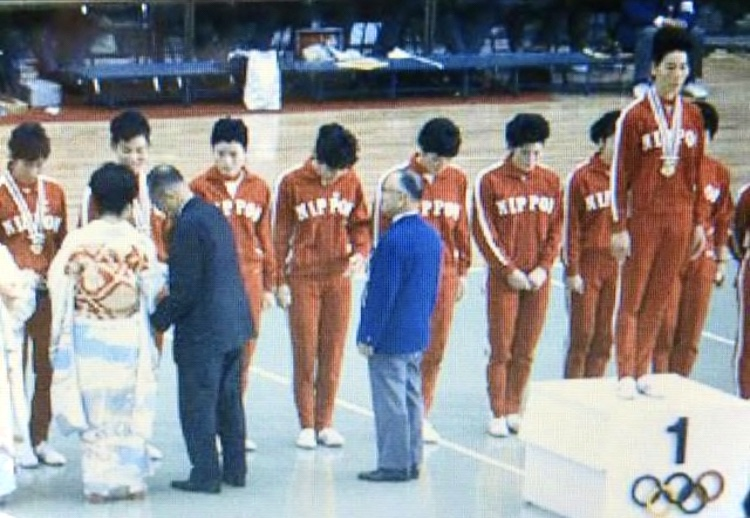
東京オリンピック女子バレーボール１位となり、表彰台の中央に立つ河西昌枝（Masae Kasai standing in the center of podium as the team leader, 1964 Tokyo Olympics Women's Volleyball）

東洋の魔女（とうようのまじょ、英: Oriental Witches）は、大日本紡績（のちの、ユニチカ）貝塚工場の女子バレーボールチームからスタートし昭和30年代に活躍した女子バレーボール日本代表チームの呼び名。1964年東京オリンピックでは、ソビエト連邦（現ロシア）チームを破り金メダルを獲得。1961年の欧州遠征で24連勝した際に、現地メディアにつけられたニックネームである。
1964年東京五輪では同チームのメンバーを主体とした全日本で出場し、5試合で落としたセットは1セットのみという圧倒的な力で金メダルを獲得した。ソ連との優勝決定戦では視聴率66.8%（ビデオリサーチ調べ、関東地区）、あるいは、85% ともいわれる記録を打ち立て、スポーツ中継としては歴代最高となっている。

## 概要
1953年11月27日、大日本紡績株式会社貝塚工場に日紡代表女子バレーボールチームを編成することが決定し、のちに「東洋の魔女」とよばれる選手たちを育てた大松博文が1953年 監督に就任。大松の「2年で日本一のチームを」という思いをもとに、1954年3月15日、貝塚工場に女子バレーボールチーム（通称「日紡貝塚」）が発足。結成当時のチームは新卒生を中心にしたチーム、小さな大会では活躍したが、全国的な大会では8位に入るのがやっと。1955年に入ると、日々の猛練習の成果がしだいに見えはじめ、チーム発足後約1年余りで、全日本9人制バレーボール実業団女子選手権大会で初優勝。同年には、全日本バレーボール女子9人制総合選手権大会、国民体育大会でも優勝し、国内の3つのタイトルを獲得。
1958年には、当時の4大タイトルと呼ばれた全日本都市対抗バレーボール優勝大会、全日本バレーボール女子総合選手権大会、全日本9人制バレーボール実業団女子選手権大会、国民体育大会の全ての大会で優勝、それ以前にはどのチームも獲得したことがなかった5冠を達成（女子総合選手権大会は6人制、9人制の両方で優勝したため）。
チーム結成5年目にして国内大会を制覇した大松監督の目は、海外へとむかう。しかし、世界へ出ていくにはひとつの大きな問題を乗り越える必要があった。それは、6人制と9人制の違いである。当時の日本は9人制が圧倒的であったのに対して、世界はほとんどの国が6人制のバレーを採用していた。そのため、日紡貝塚は1958年 に9人制を6人制に切りかえ、1960年にブラジルで開催される第3回世界バレーボール選手権大会を新しい目標にたて、猛練習を続けた。
1960年、ブラジルで開催されたバレーボール世界選手権（1960 FIVB Volleyball Women's World Championship ）では、ソビエト連邦に敗れ準優勝とタイトル獲得に及ばなかった。

### 1961年欧州遠征
1961年、日紡貝塚は欧州遠征に出発。回転レシーブを武器に拾いまくるというプレーは欧州にも通用し、24戦全勝という成績をあげて帰国。この間、ソビエト連邦からの外電も彼女たちの偉業を認め日紡貝塚に「東洋の台風」、「東洋のまほうつかい」の異名をつけて世界的なヒロインとして伝えた。出場メンバーは以下の9名である。
河西昌枝、姫田睦子、宮本恵美子、増尾光枝、中島澄子、西原篤子、谷田絹子、半田百合子、松村好子

### 1962年世界選手権
1962年の世界選手権はすでに東洋の魔女として恐れられていた日本が宿敵・ソ連にどこまで迫ることができるかが最大の焦点となっていた。柔道の受け身に似た回転レシーブ、手元で微妙に揺れる変化球サーブを繰り出して最終戦のソ連との全勝同士の対決はセットカウント3-1で勝利し優勝した。日本の団体球技が世界大会で優勝するのはこれが初めてであったため、社会的なニュースとして日本で大きく取り上げられた。出場メンバーは以下の12名である。
河西昌枝、宮本恵美子、増尾光枝、谷田絹子、半田百合子、松村好子、青木洋子、山田暉子、松村勝美、本田憲子（以上、日紡貝塚）、磯辺サタ、篠崎洋子（以上、高校在学）

### 1964年東京五輪
1962年世界選手権後、優勝の褒美に世界一周旅行を行い、結婚適齢期を迎えたことから選手達と大松監督は引退を表明していた。
しかし1964年の東京五輪から女子バレーボールが正式種目に入ることが決定したことから、『是非東京オリンピックまで続けて欲しい』と、日本バレーボール協会幹部が日紡貝塚へ日参したり、一般ファンからも大松率いる東洋の魔女続投を望む手紙が5,000通に亘って大松博文へ宛てて送られるなどして東京五輪へ向けて周囲の声が高まったことなどを受け、東京オリンピックまでが2年であることでキャプテン河西が決断し、大松監督の「俺についてこい」の一言で、選手達はオリンピックまで続けることを決意した。この後のオリンピックまでの2年間は、選手は午前中社業に従事し、15:00から26:00まで練習。大松は16:00まで社業でその後練習に合流するというハードな日々をおくったという。
1964年10月23日、東京五輪のソ連との全勝同士の対決では、日本が順調に2セットを連取した。3セット目も試合を優位に進めたが、14対9のマッチポイントを握った場面からソ連の粘りが続いた。テレビ放送にて決勝戦実況中継担当アナウンサーであった鈴木文彌が「金メダルポイント」のセリフを6度も繰り返すこととなった。最後はソ連の選手のオーバーネットによる反則により金メダルを獲得した。出場選手は以下の12名である。
河西昌枝、宮本恵美子、谷田絹子、半田百合子、松村好子、磯辺サタ、松村勝美、篠崎洋子、佐々木節子、藤本佑子（以上、日紡貝塚）、近藤雅子（倉紡倉敷）、渋木綾乃（ヤシカ）

## エピソード
- 1966年8月6日[13]、駒沢屋内球技場で開かれた世界選手権兼アジア大会代表選考会で、ヤシカに敗れ、6人制バレーボールの試合としての公式戦連勝記録は258試合でストップした（1959年11月に全日本総合選手権大会の準々優勝で明治生命に勝って以来、2458日目のことだった）[14]。
- 東京オリンピックの金メダル獲得に起因して日本では空前のバレーボール・ブームが起こり、後にテレビの『サインはV』、漫画の『アタックNo.1』などの作品が生まれた。
- 東京オリンピックでの決勝戦の解説をしていたアメリカのテレビ局コメンテーターが、日本勢の攻撃の度に「オリエンタル・ウィッチ」（The Oriental Witches, 直訳：東洋の魔女）の呼び名を連発したことから、このニックネームが広く知られるようになった。
- 1962年世界選手権の帰路、日紡貝塚チームはアメリカチームとロサンゼルスで親善試合をしている[15]。試合後招待されたカルバーシティ市では東西冷戦下でソ連を破ったことから大歓迎を受け、これがきっかけとなり1965年には同市と貝塚市との間で姉妹都市提携が結ばれた[15]。
- 1970年代になって、『火曜ワイドスペシャル』（フジテレビ）内で放送された「オールスター紅白バレーボール大会」の冒頭で、彼女達が芸能人選抜チームとエキシビションマッチを何回か行ったことがあった。
- 1970年代（1974年～1978年にかけて）のバレーボール全日本女子は、「新東洋の魔女」と呼ばれた[16]。
- 東京オリンピック決勝戦の日本vsソ連戦の映像（実況：鈴木文彌）については、当時はテープが非常に高価だったため、放送局でも上書きして使い回すのが一般的だった。そのため、中継をしたNHKにも金メダルが決まった瞬間などのハイライト映像しか残っていない。2012年6月に試合（約90分）を全て収録したビデオが一般視聴者家庭から見つかった。発見された映像（当時海外へ配信された生中継映像）には音声が入っていなかったため、当時のラジオ実況の音声（実況：土門正夫、解説：森隼一）と併せて、テレビ放送60周年特集　伝説の名勝負「東洋の魔女 世紀の金メダルロード」が2013年1月2日21:00にNHK BS1で半世紀ぶりに放映された[17][18]。
- 東京オリンピック決勝戦のラジオ実況はボクシング バンタム級桜井孝雄の金メダルの表彰式まで中継したため、試合開始約5分後、第1セット 日本1-3ソ連 ソ連へサービス権が移り、バレンティーナ・ミシャクがサーバーのアントニナ・リジョワへボールを渡す場面から始まっている[11]。
- 東京オリンピック決勝戦の日本vsソ連戦の試合直後、大松博文監督への放送メディアの勝利インタビューが行われた（インタビュー担当：西田善夫）。当時のマスコミのルールは活字メディアより先に放送メディアがインタビューをすることはできなかった。この勝利インタビューが放送メディア初の試合直後の勝利インタビューである[11]。
- 「2013 エイボン女性年度賞」を受賞した[19]。

## ギャラリー
東洋の魔女
- 磯辺サタ、1964年東京オリンピック
- 宮本恵美子、1964年東京オリンピック
- 半田百合子、1964年東京オリンピック
- 表彰台中央に立つ河西昌枝、1964年東京オリンピック